# 平山朝治
平山 朝治（ひらやま あさじ、1958年2月 - ）は経済社会学者、筑波大学人文社会系教授。妻は社会学者で明治大学文学部教授の平山満紀。

## 来歴・人物
山口県小野田市生まれ。1981年東京大学教養学部相関社会科学専攻卒、86年同大学院経済学研究科博士課程修了、1987年「構造的自由主義の経済学」で経済学博士。1986年東大教養学部助手、1990年筑波大学助教授、2007年准教授。のち教授。
大学院在学中に二冊の著書を上梓し「浅田彰を超える」と帯で謳われた。経済学、社会学など社会科学諸科学と人文学の融合を目指している。2009年著作集全5巻を刊行。

## 著書
- 『社会科学を超えて 超歴史的比較と総合の試み』啓明社、1984.5
- 『ホモ・エコノミクスの解体』啓明社、1984.11
- 『比較経済思想』近代文芸社、1993.5
- 『「日本らしさ」の地層学』情況出版、1993.7
- 『イエ社会と個人主義 日本型組織原理の再検討』日本経済新聞社、1995.8
- 『平山朝治著作集（全5巻）』中央経済社、2009
- 『平山朝治著作集 第6巻 (憲法70年の真実)』中央経済社, 2015.12

### 翻訳
- E.S.フェルプス『マクロ経済思想 七つの学派 』新世社、1991.12

## 論文
- ＜平山朝治